# UZH Archiv
Das UZH Archiv ist das zentrale Archiv der Universität Zürich (UZH).

## Aufgaben
Als öffentliches Universitätsarchiv übernimmt, bewertet, sichert, erschliesst und vermittelt das UZH Archiv die dauerhaft überlieferungswürdigen Unterlagen von sämtlichen universitären Organen in analoger oder digitaler Form. Diese Unterlagen werden ergänzt durch Überlieferungsgut privater Provenienz, wie Nachlässen und Vereinsarchiven. Sie sind unter Einhaltung der gesetzlichen Schutzfristen vor Ort einsehbar. Damit erfüllt das UZH Archiv den im Archivgesetz des Kantons Zürich formulierten archivischen Auftrag und trägt massgeblich zur Umsetzung des für die Universität geltenden Öffentlichkeitsprinzips bei.

## Geschichte
Das Archiv der Universität Zürich erwuchs aus der Ablage der Kanzlei der 1833 gegründeten Universität, deren Altbestände das sogenannte Rektoratsarchiv bildeten. 1984 wurde im Auftrag des Rektorats damit begonnen, das Archivwesen der Universität zu überarbeiten und 1985 erstmals eine reguläre Archivarenstelle beantragt. Seither wird das Archiv der Universität professionell betreut.
Bis zur Verselbständigung als öffentlich-rechtliche Anstalt 1998 gehörte die Universität Zürich formell zum Archivsprengel des Staatsarchivs des Kantons Zürich. Gemäss einer Vereinbarung aus dem Jahr 2000 erfüllte das Staatsarchiv aber weiterhin die Funktion des Endarchivs der Universität. Das UZH Archiv kümmerte sich zwar aktiv um die Überlieferungsbildung, lieferte ältere Unterlagen aber ins Staatsarchiv ab. 2017 wurde das Verhältnis neu geregelt und das UZH Archiv übernimmt seither formell auch die langfristige Verantwortung für alles an der Universität seit der Verselbständigung entstandenes und noch entstehendes Verwaltungsschriftgut.
1998 wurden die Bestände der Dokumentationsstelle für Universitätsgeschichte (DUG) ins UZH Archiv eingegliedert. Die DUG war ursprünglich 1972 auf Anregung einiger Dozenten der Rechts- und Staatswissenschaftlichen und der Philosophischen Fakultät geschaffen worden. Hinsichtlich einer  Neubearbeitung der Festschrift zur Jahrhundertfeier der UZH bestand ihre Aufgabe in der «Sammlung von zerstreutem oder von Vernichtung bedrohtem Material zur Universitätsgeschichte», insbesondere auch von Nachlässen.

## Bestände
Im nach dem Pertinenzprinzip geordneten «Alten Archiv» finden sich die Altbestände des UZH Archivs: Die Abteilung umfasst Protokollserien aus dem ehemaligen Rektoratsarchiv, die teilweise bis in die Gegenwart weitergeführt werden, Habilitationsschriften, Doppel der von den verschiedenen Fakultäten ausgestellten Diplome sowie Personaldossiers der Dozierenden.
In der Abteilung «Neues Archiv» finden sich die Kernbestände des UZH Archivs. Ihre Ordnung folgt dem Provenienzprinzip. Das «Neue Archiv» beinhaltet unter anderem Sitzungsprotokolle der Universitätsleitung, der Erweiterten Universitätsleitung und des Senats, des Weiteren Unterlagen aus dem Bereich des Rektors, den Zentralen Diensten, den Prorektoraten, den Dekanaten, der Verwaltungsdirektion, sowie aus den Instituten und Kompetenzzentren der Universität. Die Abteilung umfasst auch einige grössere audiovisuelle Bestände.
Die Abteilung «Privatarchive» beinhaltet nichtamtliches Überlieferungsgut mit archivischem Charakter. Es handelt sich dabei in erster Linie um wissenschaftliche Nachlässe von Professorinnen und Professoren mit herausragender Bedeutung für die Universität. Unter anderem finden sich hier die Nachlässe von Paul Moor, Georges H. Wagnière, Max Lüthi oder Roger Sablonier. Überliefert wird nach Möglichkeit aber auch der dokumentarische Niederschlag von Aktivitäten der Studierendenschaft, so beispielsweise die Unterlagen des bis 2005 bestehenden Verbandes Studierender an der Universität Zürich (VSU), der sich als privatrechtliche Nachfolgeorganisation der 1978 liquidierten Studentenschaft der Universität Zürich (SUZ) verstand.
Unter «Dokumentationen und Sammlungen» finden sich vom Archiv angelegte thematische Sammlungen. Etwa eine umfassende Dokumentation zum 1914 erbauten Universitätsgebäude von Karl Moser, entsprechende Ansichtskarten oder eine Sammlung von Porträts der ehemaligen Rektoren der Universität.
Die Abteilung «Publikationen mit offiziellem Charakter» deckt neben Jahresberichten und Vorlesungsverzeichnissen den ganzen Bereich der von der Universität zur verantwortenden grauen Literatur ab. Seit 2012 wird zudem auch der Webauftritt der UZH systematisch dokumentiert und in digitaler Form langzeitarchiviert.

## Editionen und Hilfsmittel
Das UZH Archiv verfolgt verschiedene Projekte, um Forschungen zur Universitätsgeschichte durch Quelleneditionen zu erleichtern. So sind beispielsweise in der «Matrikeledition» sämtliche Immatrikulationen aus der Zeit zwischen 1833 und 1924 zugänglich und über das Portal «Historische Vorlesungsverzeichnisse der Universität Zürich» alle im 19. Jahrhundert an der Universität angekündigten Lehrveranstaltungen. 2017 wurde gemeinsam mit dem Staatsarchiv Zürich und dem Zürcher Universitätsverein (ZUNIV) eine elektronische Edition der ursprünglich handschriftlich verfassten Jahresberichte der Universität aus der Zeit vor 1916 realisiert.